# 大照院
大照院（だいしょういん）は、山口県萩市にある臨済宗南禅寺派の寺院である。中国三十三観音霊場第二十番。

## 歴史
延暦年間（8世紀末 - 9世紀初）に月輪山観音寺という前身寺院があったというが、創建の事情は定かでない。その後鎌倉時代末期に建長寺の義翁和尚が大椿山歓喜寺と改め、臨済宗の寺院とした。その後荒廃したが、萩藩2代藩主毛利綱広が亡父の初代藩主秀就の菩提寺とするために承応3年（1654年）から明暦2年（1656年）にかけて再建し、その時秀就の法号にちなんで霊椿山大照院と改めた。
寺は延享4年（1747年）に火災に遭い、現存する本堂等は、その後6代藩主宗広によって再建されたものである。
境内の萩藩主毛利家墓所は国の史跡で、初代（萩での藩主の代数は輝元を初代とせず、秀就を初代として数えている）秀就、2代綱広、4代吉広、6代宗広、8代治親、10代斉煕、12代斉広と2代から12代までの偶数代の藩主と夫人や藩士の墓石があり、墓前には藩士が寄進した石灯籠が600数基ある。
ちなみに奇数代の藩主の廟所は萩市内の黄檗宗寺院東光寺にあり、秀就の父輝元の廟所は萩市の天樹院跡にある。

## 文化財

### 重要文化財（国指定）
- 本堂 - 入母屋造、桟瓦葺きの方丈形式の仏堂。延享4年（1747年）の火災後、寛延3年（1750年）頃までに再建された。鐘楼門、庫裏、書院も同じ頃の建築である。
- 鐘楼門 - 江戸時代中期（1750年）の建立。三間一戸二階二重門、入母屋造、桟瓦葺。平成14年（2002年）5月23日指定。
- 庫裏 - 江戸時代中期（1750年）頃の建立。桁行18.1m、梁間18.0m、一重、切妻造、妻入、南面・西面下屋付、東面庇・南面渡廊下及び便所・北面庇・西面便所各附属、本瓦及び桟瓦葺、東面突出部　桁行4.0m、梁間4.0m、入母屋造。平成14年（2002年）5月23日指定。
- 書院 - 江戸時代中期（1750年）頃の建立。桁行21.9m、梁間22.7m、一重、丁字形東面入母屋造、西面寄棟造、北面切妻造、西面北端便所附属、南面東端廊下附属、桟瓦葺。平成14年（2002年）5月23日指定。
- 経蔵 - 江戸時代後期（1755年）の建立。土蔵造、正面6.2m、側面6.2m、一重、宝形蔵、向拝一間、桟瓦葺、八角輪蔵付、北面及び西面張出し附属。平成14年（2002年）5月23日指定。
- 木造赤童子立像 - 南北朝時代の作品。明治35年（1902年）7月31日指定。

### 国の史跡
萩藩主毛利家墓所
初代秀就・2代綱広・4代吉広・6代宗広・8代治親・10代斉熙・12代斉広の7人の萩藩主の墓がある。昭和56年（1981年）5月11日指定。

## 所在地
- 山口県萩市椿4132

## 拝観
- 4 - 11月　8 - 17時
- 12 - 3月　8 - 16時30分

拝観料 200円

## 隣の札所
中国三十三観音霊場
19 功山寺 -- 20 大照院 -- 21 観音院